# Rugopimpla matrona
Rugopimpla matrona  (лат.) — ископаемый вид перепончатокрылых наездников рода Rugopimpla из семейства Ichneumonidae. Один из древнейших представителей паразитических перепончатокрылых. Обнаружен в верхнемеловых отложениях (Россия, Дальний Восток, Магаданская область, Обещающий, Ola Formation, возраст 70,6—84,9 млн лет).

## Описание
Мелкого размера перепончатокрылые наездники. Длина тела 7,1 мм (голова + грудь — 3,2 мм: метасома 3,9 мм), длина яйцеклада 3,3 мм, длина переднего крыла 4 мм.
Вид Rugopimpla matrona был впервые описан по отпечаткам в 2010 году российским энтомологом Д. С. Копыловым (Палеонтологический институт РАН, Москва, Россия). Включён в состав рода Rugopimpla из вымершего подсемейства Labenopimplinae (Ichneumonidae).